# Mauchamps
Mauchamps é uma comuna francesa na região administrativa da Ilha de França, no departamento de Essonne. Estende-se por uma área de 3.16 km². Em 2010 a comuna tinha 281 habitantes (densidade: 88,9 hab./km²).